# Lindern (Sulingen)
Lindern ist eine Ortschaft der Stadt Sulingen im niedersächsischen Landkreis Diepholz. Dort leben etwa 550 Einwohner auf einer Fläche von 30,46 km².

## Geografie
Lindern liegt im südöstlichen Bereich der Stadt Sulingen, 2 km südöstlich vom Kernort Sulingen entfernt. Zur Ortschaft Lindern gehören Brünhausen, Coldewey, Döhrel, Feldhausen, Gaue, Labbus, Lindern und Stehlen.
Nachbargemeinden sind – von Norden aus im Uhrzeigersinn – Sulingen, Nordsulingen, Maasen, Steyerberg, Kirchdorf, Barenburg und Klein Lessen.

## Geschichte
Seit der Gebietsreform, die am 1. März 1974 in Kraft trat, ist die vorher selbstständige Gemeinde Lindern eine von fünf Ortschaften der Stadt Sulingen.

## Politik

### Ortsrat
Der Ortsrat, der den Ortsteil Lindern vertritt, setzt sich aus fünf Mitgliedern zusammen. Die Ratsmitglieder werden durch eine Kommunalwahl für jeweils fünf Jahre gewählt. Die aktuelle Amtszeit begann am 1. November 2021 und endet am 31. Oktober 2026.
Bei der Kommunalwahl 2021 ergab sich folgende Sitzverteilung:
- Wählergemeinschaft Lindern (WGL): 4 Sitze*

(* aufgrund zu weniger Kandidaten kann die WGL nur 4 der 5 ihr zustehenden Sitze besetzen)

### Ortsbürgermeister
Ortsbürgermeister ist Rita Mohrmann.

## Baudenkmale
In der Liste der Baudenkmale in Sulingen sind für Lindern fünf Einzeldenkmale aufgeführt.

## Wirtschaft und Infrastruktur
Lindern liegt fernab des großen Verkehrs. Die Bundesautobahn 1 verläuft 45 km entfernt westlich. Die von Bassum über Sulingen (Kernort) und Uchte nach Minden führende Bundesstraße 61 verläuft westlich, 1,5 km entfernt. Die Bundesstraße 214 von Diepholz über Sulingen (Kernort) nach Nienburg verläuft nördlich in 1 km Entfernung.
In Lindern gibt es – im Gegensatz zu einigen kleineren Ortsteilen von Sulingen – Straßenbezeichnungen und nicht nur Hausnummern, so dass sich Einwohner, Postboten, Lieferanten und Besucher gut orientieren können.